# ماركلفيل (إنديانا)
ماركلفيل (بالإنجليزية: Markleville, Indiana)‏ هي بلدة أمريكية تقع في الولايات المتحدة في إنديانا. يقدر عدد سكانها بـ 528 نسمة ومساحتها 1.45 كم2 وترتفع عن سطح البحر 290 متر.

## التركيبة السكانية
قام مكتب تعداد الولايات المتحدة بتحديد بيانات التركيبة السكانية لماركلفيل في تعداد الولايات المتحدة. في ما يلي، التركيبة السكانية حسب تعدادي 2000 و2010.

### تعداد عام 2000
بلغ عدد سكان ماركلفيل 383 نسمة بحسب تعداد عام 2000، وبلغ عدد الأسر 141 أسرة وعدد العائلات 111 عائلة مقيمة في البلدة. في حين سجلت الكثافة السكانية 943.7 نسمة لكل ميل مربع (364.4/كم2). وبلغ عدد الوحدات السكنية 149 وحدة بمتوسط كثافة قدره 367.1 نسمة لكل ميل مربع (141.7/كم2).
وتوزع التركيب العرقي للبلدة بنسبة 99.74% من البيض و 0.26% من عرقين مختلطين أو أكثر.
بلغ عدد الأسر 141 أسرة كانت نسبة 31.2% منها لديها أطفال تحت سن الثامنة عشر تعيش معهم، وبلغت نسبة الأزواج القاطنين مع بعضهم البعض 67.4% من أصل المجموع الكلي للأسر، ونسبة 8.5% من الأسر كان لديها معيلات من الإناث دون وجود شريك، وكانت نسبة 20.6% من غير العائلات. تألفت نسبة 16.3% من أصل جميع الأسر من أفراد ونسبة 9.2% كانوا يعيش معهم شخص وحيد يبلغ من العمر 65 عاماً فما فوق. وبلغ متوسط حجم الأسرة المعيشية 3.02، أما متوسط حجم العائلات فبلغ 2.72.
بلغ العمر الوسطي للسكان 38 عاماً. وكانت نسبة 24.5% من القاطنين تحت سن الثامنة عشر، وكانت نسبة 6.8% بين الثامنة عشر والأربعة وعشرون عاماً، ونسبة 28.7% كانت واقعةً في الفئة العمرية ما بين الخامسة والعشرون حتى والأربعة وأربعون عاماً، ونسبة 27.2% كانت ما بين الخامسة والأربعون حتى الرابعة والستون، ونسبة 12.8% كانت ضمن فئة الخامسة والستون عاماً فما فوق. يوجد لكل 100 أنثى 96.4 ذكر، ويوجد لكل 100 أنثى في الثامنة عشر من عمرها فما فوق 105.0 ذكر.
بلغ متوسط دخل الأسرة في البلدة 48,438 دولار، أما متوسط دخل العائلة فبلغ 50,313 دولار. وكان متوسط دخل الذكور 30,781 دولار مقابل 22,981 دولار للإناث. وسجل دخل الفرد الخاص بالبلدة 17,395 دولار.

### تعداد عام 2010
بلغ عدد سكان ماركلفيل 528 نسمة بحسب تعداد عام 2010، وبلغ عدد الأسر 196 أسرة وعدد العائلات 142 عائلة مقيمة في البلدة. في حين سجلت الكثافة السكانية 942.9 نسمة لكل ميل مربع (364.1/كم2). وبلغ عدد الوحدات السكنية 210 وحدة بمتوسط كثافة قدره 375.0 لكل ميل مربع (144.8/كم2).
وتوزع التركيب العرقي للبلدة بنسبة 97.9% من البيض و 0.2% من الأمريكيين ذوي الأصول الآسيوية و 0.2% من الأمريكيين الأفارقة و 1.1% من عرقين مختلطين أو أكثر.
بلغ عدد الأسر 196 أسرة كانت نسبة 38.8% منها لديها أطفال تحت سن الثامنة عشر تعيش معهم، وبلغت نسبة الأزواج القاطنين مع بعضهم البعض 58.2% من أصل المجموع الكلي للأسر، ونسبة 10.7% من الأسر كان لديها معيلات من الإناث دون وجود شريك، بينما كانت نسبة 3.6% من الأسر لديها معيلون من الذكور دون وجود شريكة وكانت نسبة 27.6% من غير العائلات. تألفت نسبة 22.4% من أصل جميع الأسر من أفراد ونسبة 10.7% كانوا يعيش معهم شخص وحيد يبلغ من العمر 65 عاماً فما فوق. وبلغ متوسط حجم الأسرة المعيشية 3.15، أما متوسط حجم العائلات فبلغ 2.69.
بلغ العمر الوسطي للسكان 35.7 عاماً. وكانت نسبة 28.6% من القاطنين تحت سن الثامنة عشر، وكانت نسبة 5.1% بين الثامنة عشر والأربعة وعشرون عاماً، ونسبة 30.3% كانت واقعةً في الفئة العمرية ما بين الخامسة والعشرون حتى والأربعة وأربعون عاماً، ونسبة 23% كانت ما بين الخامسة والأربعون حتى الرابعة والستون، ونسبة 13.1% كانت ضمن فئة الخامسة والستون عاماً فما فوق. وتوزع التركيب الجنسي للسكان بنسبة 48.9% ذكور و51.1% إناث.